# حرملين
حرملين هو مركب شبه قلوي فلوري إندولي من مجموعة المركبات التي تنتمي لأشباه قلويات الحرمل ومواد بيتا كربولين. هذا المركب هو الهيئة المهدرجة بصورة جزئية من مادة الحرمين.

## تواجده في الطبيعة
تحتوي عدة نباتات مختلفة ومتنوعة على مركب الحرملين، بما في ذلك حرمل شائع (الإسم العلمي : Peganum Harmala) بالإضافة إلى مشروب المسبب للهلوسة آياهواسكا، والذي يتم تحضيره تقليديًا مع استخدام نبات بانيستيريوبسيس كابي . تتواجد هذه المادة بنسبة 3٪ بالوزن الجاف في بذور نبات الحرمل الشائع، وبالتالي؛ يمكن استخلاص قلويدات الحرملين من هذه البذور. 

## تأثيرات
الحرملين هو منبه للجهاز العصبي المركزي و مثبط عكسي لـ أكسيداز أحادي الأمين (مثبط أكسيداز أحادي الأمين).  وهذا يعني أنه يوجد خطر بسبب إمكانية حدوث نوبة فرط ضغط الدم، وهي عبارة عن إرتفاع ضغط الدم بدرجة عالية الخطورة عند تناول الحرملين؛ ويكون ذلك بسبب تناول المأكولات والأطعمة الغنية بالتيرامين بوقت سابق لتناول الحرملين، مأكولات غنية بالتيرامين تشمل الجبن، ومن المرجح أن حدوث هذه الظاهرة يعتبر منخفض بالمقارنة مع مثبطات أكسيداز أحادي الأمين (MAOIs بالإنجليزية) غير عكسية، مثل فينيلزين.

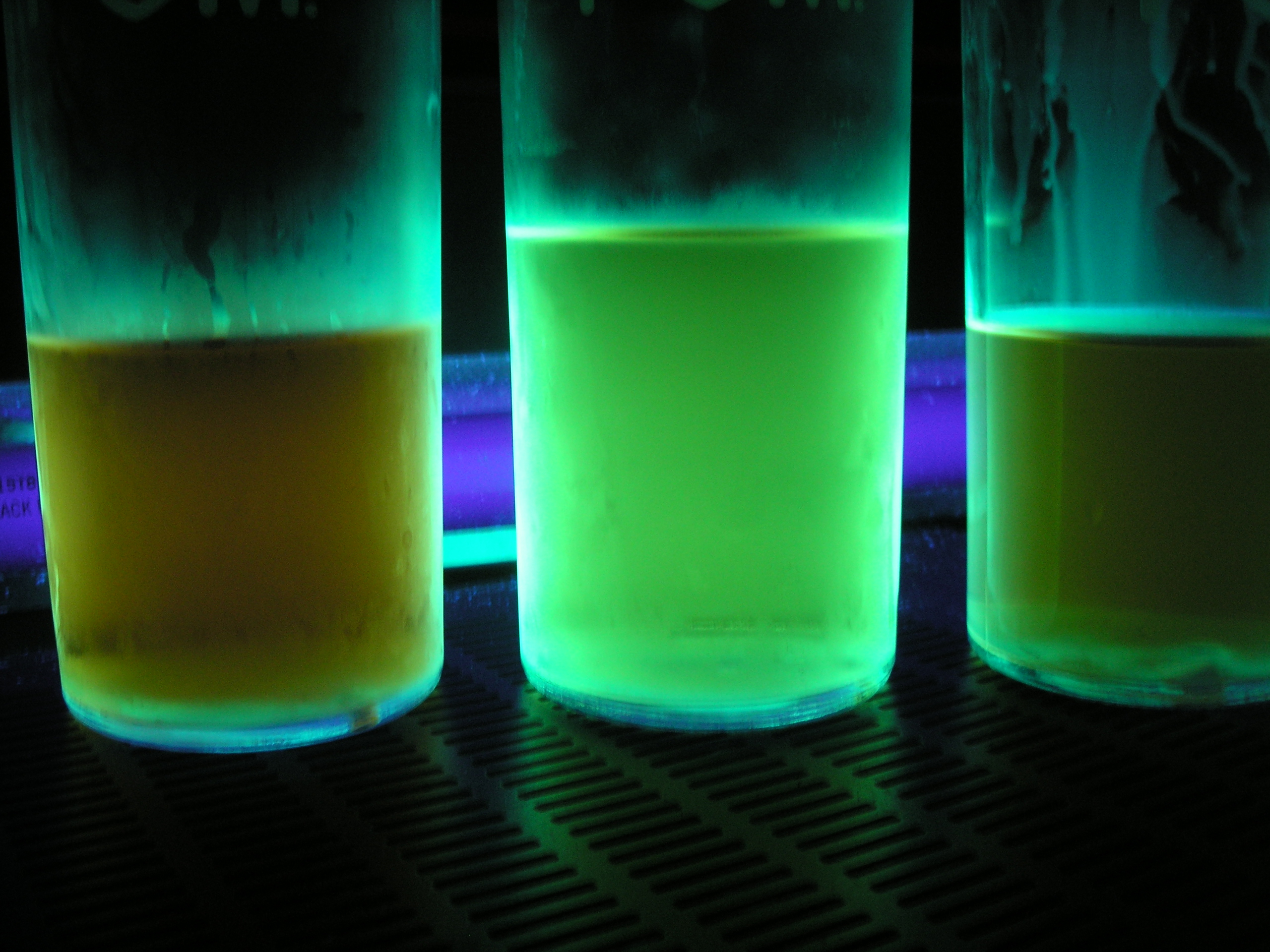
حرملين و حرمين يشعان تحت ضوء الأشعة فوق البنفسجية. تشير هذه المستخلصات الثلاثة إلى أن المستخلص الأوسط يحتوي على نسبة التركيز الأعلى للمركبين.

المركبات الشبه قلوية في نبتة الحرمل تعتبر ذات تأثير نفسي على البشر.  يظهر أن الحرملين يعمل كمثبط إستيراز الأسيتيل كولين.  يحفز الحرملين أيضًا على إفراز الدوبامين المخطط في الجرذان عند إستهلاك جرعة عالية جدًا.  نظرًا لأن الحرملين هو مثبط عكسي لأوكسيداز أحادي الأمين ، فمن الناحية النظرية، يمكن أن يؤدي إلى كل من متلازمة السيروتونين ونوبات فرط ضغط الدم، وذلك عند إستهلاكه مع التيرامين، وأدوية السيروتونين، وأدوية الكاتيكولامين أو الأدوية الأولية. تستخدم النباتات التي تحتوي على مركب الحرملين والنباتات التي تحتوي على مركب التربتامين في تحضير خليط آياهواسكا. تسمح التأثيرات المثبطة والمعرقلة لعمل أوكسيداز أحادي الأمين، لأن يتجاوز مركب ثنائي مثيل التربتامين (DMT) ، وهو المادة الكيميائية البارزة ذات التأثير النفسي والهلوسي في الخليط، عملية الأيض الغذائية المكثفة التي يخضع لها عند الابتلاع، هذا الأمر يسبب بتواجد كمية كافية من مادة ثنائي مثيل التربتامين التي تكون نشطة بما فيه الكفاية لتسبيب حالات نفسية وهلوسية في الدماغ لفترة معتبرة من الوقت.  يسبب الحرملين بحدوث عملية الأيض الابتنائية للسيروتونين إلى نورميلاتونين ، ثم إلى ميلاتونين ، وهو الهرمون الرئيسي المنظم للنوم في الجسم ويعمل كمضاد للأكسدة بفعالية قوية.
أبلغت دراسة عن فعالية الحرملين ضد الفيروسات من نوع فيروس الهربس البسيط 1 و 2 ( HSV-1 وHSV-2 ) عن طريق تثبيط ومنع النسخ المبكر الفوري للفيروس، بشرط ان يكون تركيز الحرملين غير سام للخلايا. 
من المعروف أن الحرملين يعمل كمثبط للهستامين N- ميثيل ترانسفيراز.  هذا الأمر يفسر كيف يسبب الحرملين تأثيراته المسببة لليقظة .

## روابط خارجية
- TIHKAL ، # 13
- Evans, A. T.؛ Croft, S. L. (1987). "Antileishmanial Activity of Harmaline and other Tryptamine Derivatives". Phytotherapy Research. ج. 1 ع. 1: 25–27. DOI:10.1002/ptr.2650010106.